# Sismo
 (janvier 2023).
Les Sismo est une agence de design basé à Paris. Structuré en coopérative elle regroupe une quinzaine de designers aux pratiques variées (produit, service, architecture, espaces, digital, organisation). L'agence a été co-fondé en 1997 par les designers Antoine Fenoglio et Frédéric Lecourt. 

## Description
Le studio de design Les Sismo "explore depuis une vingtaine d’années tous les aspects du design contemporain, du moulin à poivre aux conseils pour les grandes entreprises ou les institutions publiques, en passant par l’organisation d’expositions sur le monde des objets". Aujourd'hui les Sismo sont une vingtaine de designers qui articulent l'ensemble des compétences nécessaires à la création, la stratégie, la réalisation de projets humanistes, autour d'un programme méthodologique et éthique, le "design with care", pour des organisations privées ou publiques. Avec la philosophe Cynthia Fleury, ils mènent des actions qui mettent en relation le design et la philosophie pour “penser et faire” face aux grands changements contemporains. 

## Historique
Antoine Fenoglio et Frédéric Lecourt se rencontrent à Toulon en BTS d’esthétique Industrielle en 1992. Deux ans plus tard, Frédéric Lecourt poursuit ses études à l’ENSCI à Paris et part l'année suivante à Milan pour faire un stage dans le studio de design de Michele de Lucchi. Antoine Fenoglio le rejoint. Là-bas, ils sont "impressionnés par la différence d'approche du design entre la France et l’Italie, ils décident ensemble de monter un studio sans même attendre d’avoir d’autres expériences. "« Il y avait un regard italien sur le design très différent dans  sa capacité à faire une approche à la fois artistique, politique, sociale, ce qui n'empêche pas le studio de travailler sur la stratégie de la Deutsche Bahn ou d'Olivetti ; une réconciliation qui n'existait pas à l'époque en France. » Dès le départ, ils optent pour un double positionnement, entre une approche de créateur et une vision plus globale : « On voulait à la fois faire de l'édition d'objets et travailler dans des environnements de grandes organisations et voir ce que peut y apporter le design. »". Ils co-fondent alors leur studio de design, les Sismo.  
Initialement designers industriels, ils collaborent pour des marques comme Lancel, Alcatel, Legrand, Peugeot etc. Au fil des années, leur pratique du design s'élargit pour aller vers des champs plus larges : design numérique, design de service, design UX/UI, design d'espace. 

## Expositions et publications
2020 - Exposition "Climat de soin", Maison POC Prendre soin (Maison Folie Wazemmes à Lille, Lille Métropole 2020, Capitale mondiale du design)
2018 - Les nouveaux Territoires du Design 
2017 - Livre - Du Sens dans l’utile, de Françoise Darmon
2015 - Exposition et livre : Invention / Design. Regards croisés (Musée des arts et Métiers, à Paris) 
2015 - Exposition "Design Power" (Lieu du Design) 
2014 - Exposition "Design où es-tu?" (Cité des Sciences et de l’Industrie) 
2011 - Exposition "Design & Foot", un enjeu collectif (Cité du Design, à Saint-Etienne) 
2011 - Exposition "Mise en Œuvre, le quotidien et l’exceptionnel sous l’œil du design" (Sèvres, Cité de la Céramique) 
2009 - Exposition "L’objet du design" (Cité du Design à Saint-Etienne) 
2007 - Pourquoi pas le design ?

### Liens Externes
Site officiel